# ملکه این‌هیون
ملکه مین این‌هیون (کره‌ای: 인현왕후 민씨; هانجا: 仁顯王后 閔氏; ۱۵ مه ۱۶۶۷ – ۱۶ سپتامبر ۱۷۰۱) از قبیلهٔ یوهونگ مین، دومین ملکه همسر پادشاه سوک‌جونگ، نوزدهمین پادشاه چوسان بود. او از سال ۱۶۸۱ تا زمان برکناری‌اش در سال ۱۶۸۸ و از زمان بازگشتش در سال ۱۶۹۴ تا زمان مرگش در سال ۱۷۰۱ ملکه چوسان بود. وی یکی از شناخته‌شده‌ترین ملکه‌ها در تاریخ کره است و زندگی او در بسیاری از درام‌های تاریخی کره‌ای به تصویر کشیده شده است.

## زندگی

### زندگی اولیه و خانواده
ملکه آینده در طول هشتمین سال سلطنت پادشاه هیون‌جونگ در ۱۵ مه سال ۱۶۶۷، در قبیلهٔ یوهونگ مین متولد شد، او دومین دختر وزیر دفاع، مین یو-جونگ و همسر دوم او، بانو سونگ از قبیلهٔ یون‌جین سونگ بود.

گفته شده که مادرش در دورانی که او را باردار بود خواب عجیبی دید.
بانو مین از طریق مادرش نوه وزیر ارشد دولت، سونگ چون-گیل (یکی از اعضای جناح سواین) بود. وی همچنین به فاصله پنج نسل نوه فرزندخوانده یی اون-جوک، به دلیل خون مشترک از سمت مادری و در نهایت به دلیل ازدواج دو برادر بزرگترش، او یکی از اقوام دور ملکه میونگ‌سونگ (مادر پادشاه سوک‌جونگ) و ملکه این‌گیونگ (اولین همسر پادشاه سوک‌جونگ) بود.
از نظر خویشاوندی، ملکه این‌گیونگ و ملکه این‌هیون خویشاوندان درجه یازده یکدیگر بودند. ملکه این‌هیون یکی از بستگان درجه دهم پدر ملکه این‌گیونگ، کیم مان-گی و عمویش کیم مان-جونگ بود. پدربزرگ ملکه این‌گیونگ، کیم گی-هوی، عموی مادربزرگ مادری ملکه
این‌هیون، بانو کیم از قبیلهٔ گوانگ‌سان کیم (مادر سونگ چون-گیل) بود. و همچنین پدربزرگ مادری سونگ چون-گیل، کیم یون-هوی، برادر کوچکتر کیم گی-هوی بود.
علاوه بر این، دومین همسر مین چونگ-جونگ (عموی ملکه این‌هیون و محقق مشهور دوره چوسان) بانو هونگ از قبیلهٔ نام‌یانگ هونگ و مادربزرگ پدری ملکه این‌گیونگ، بانو یون از قبیلهٔ
هاپ‌یونگ یون (مادر کیم مان-گی و کیم مان-جونگ) خویشاوند مادری یکدیگر بودند. همچنین مادربزرگ مادری کیم مان-گی و کیم مان-جونگ، بانو هونگ (دختر هونگ میونگ-وون) خواهر کوچکتر هونگ چو-یون (پدرزن مین چونگ-جونگ) و هونگ چو-هو (پدرزن هان سونگ-وو) بود.
مادربزرگ ملکه این‌گیونگ، بانو یون، دخترعموی هونگ سو-هون (پسر هونگ چو-هو و برادرزن هان سونگ-وو) بود که با دختر هونگ یی-سوک، که دختر خواهرش بود، ازدواج کرد. همسر برادر ملکه این‌هیون، یی مان-چونگ (همسر مین جین-هو) با همسر کیم مان-جونگ دخترعموی درجه ششم یکدیگر بودند. پدرزن مین جین-هو، یی دان-سانگ و پدرزن کیم مان-جونگ، یی یون-سانگ نیز پسرعموی یکدیگر بودند. در حوالی زمان مرگ ملکه این‌هیون، کیم گوانگ-تاک، برادرزاده درجه پنجم ملکه این‌گیونگ و نوه کیم مان-جونگ، با دختر مین جین-هو ازدواج کرد و به این ترتیب او همسر برادرزاده ملکه این‌هیون شد.
بانو مین از طریق مادربزرگ پدری‌اش، بانو یی از قبیلهٔ یون‌نان یی، چهارمین نوهٔ پادشاه سونگ‌جونگ، نبیره شاهدخت گیونگ‌سوک و پسرعمویش هیو جوک، که دو بار از او جدا شده، بود.
ملکه از طریق مادربزرگ اعظم خود بانو مین از قبیلهٔ یوهونگ مین (مادربزرگ مادری بانو یی) یکی از اقوام درجه سوم مین جونگ-بین (صیغه سلطنتی پادشاه پادشاه سون‌جو) بود.
در سال ۱۶۷۲، بانو سونگ، مادر بانو مین پس از به دنیا آوردن خواهران دوقلوی کوچکترش درگذشت و پدرش چندی پس از سوگواری درگذشت مادرش با بانو جو از قبیلهٔ پونگ‌یانگ جو ازدواج کرد.
شخصیت بانو مین بسیار نجیب، با فضیلت، خیرخواه و مهربان با اطرافیانش توصیف شده.

### ازدواج و زندگی به عنوان ملکه
یک سال پس از مرگ ملکه این‌گیونگ، همسر اول پادشاه سوک‌جونگ، ملکه مادر هیون‌ریول (مادر پادشاه سوک‌جونگ) و سونگ سی-یول، که از جناح سواین بود، به دنبال دختری با وقار و مناسب برای ازدواج با پادشاه بودند تا هرچه زودتر بحران نبود ملکه در کشور برطرف شود.

کیم یو-میونگ، پدربزرگ مادری پادشاه سوک‌جونگ، که در مورد بانو مین و فضیلت‌هایش شنیده بود، به دخترش (ملکه مادر) توصیه کرد تا هرچه زودتر او را به عنوان مادر بعدی ملت انتخاب کند.
بانو مین در بهار سال ۱۶۸۱ در سن ۱۴ سالگی با پادشاه سوک‌جونگ ۲۰ ساله ازدواج کرد و دومین ملکه همسر وی شد. پس از ازدواج او، به پدر و مادرش عناوین سلطنتی شاهزاده داخلی یویانگ (여양부원군) و شاهزاده‌خانم داخلی یون‌سونگ (은성부부인) داده شد. همچنین همسر اول پدرش، بانو یی به عنوان شاهزاده‌خانم هاپونگ (해풍부부인، 海豊府夫人) و همسر سوم پدرش، بانو جو به عنوان شاهزاده‌خانم پونگ‌چانگ (풍趀부인, 海豊府夫人) منصوب شدند.
گفته می‌شود که در همان سال‌های اولیه ازدواج، هنگامی که پادشاه به کاخ معشوقه‌اش، جانگ اوک-جونگ می‌رفت و با وی ملاقات می‌کرد، ملکه مین هیچ محبتی از جانب پادشاه دریافت نمی‌کرد.
با این وجود گفته شده که او به عنوان ملکه، همه چیز را
سخاوت‌مندانه و با دید باز اداره می‌کرد.
با این‌حال، پادشاه در سال ۱۶۸۷ خانه‌ای برای پدر ملکه، مین یو-جونگ، ساخت و نام آن را «گام‌گودانگ‌تاک» گذاشت. این خانه در نهایت محل تولد امپراتریس آینده،  میونگ‌سونگ (اولین امپراتریس امپراتوری کره) بود.
در مقطعی بانو جانگ توسط ملکه مادر از قصر سلطنتی اخراج شد، زیرا او نمی‌خواست پسرش تحت تأثیر بانو جانگ و جناح سیاسی او (جناح نامین) قرار بگیرد. پس از درگذشت ملکه مادر در سال ۱۶۸۴، پادشاه برای آرامش خود دستور بازگشت بانو جانگ را به قصر صادر کرد و با عنوان سلطنتی "سوک-وون" (رتبهٔ چهارم بانوان دربار) او را صیغه سلطنتی خود کرد.

پس از این اقدامات، ملکه مین برای جلب نظر پادشاه و کنترل رفتار بانو جانگ، بانو کیم (بعداً همسر نجیب‌زادهٔ سلطنتی "کیم یونگ-بین") از قبیلهٔ آن‌دونگ کیم و نوه کیم سو-هانگ (یکی از اعضای جناح سواین) را به عنوان صیغه سلطنتی به قصر آورد تا بلکه این زن بتواند علاقه پادشاه را به خود جلب کند و از او صاحب فرزند شود. اما علیرغم تلاش‌های ملکه، بانو کیم هرگز صاحب فرزندی نشد.
در سال ۱۶۸۸، جانگ سوک-وون صاحب پسری به نام یی یون (بعداً پادشاه گیونگ‌جونگ) شد و سپس از پادشاه مقام رفیع "سوک-اویی" (رتبهٔ دوم بانوان دربار) را دریافت کرد. این اتفاق موجب اختلافات خونینی میان حزب سواین و حزب نامین شد که تاریخ از آن با نام "گیسا هوان‌گوک" یاد می‌کند. در طول این زمان پادشاه سوک‌جونگ قصد داشت به پسر بانو جانگ لقب "وون‌جا" (به معنی "اولین پسر") را بدهد و او را به عنوان ولیعهد خود معرفی کند. در اولین قدم، پادشاه رتبه بانو جانگ را از "سوک-اویی" به "هی-بین" (رتبهٔ اول بانوان دربار) ارتقا داد.
این اقدام با مخالفت جناح سواین که به رهبری سونگ سی-یول، از ملکه مین حمایت می‌کردند روبه رو شد، زیرا آن‌ها معتقد بودند که ملکه هنوز جوان است و می‌تواند بزودی صاحب فرزند پسری شود. از طرفی جناح نامین که از جانگ اوک-جونگ و پسرش حمایت می‌کردند، این دستور پادشاه را مورد حمایت قرار دادند.
پادشاه برای مصالحه بین مقامات خود به ملکه فشار آورد که یی یون (پسر بانو جانگ) را به عنوان فرزندخوانده خود قبول کند، اما ملکه از انجام این کار خودداری کرد.

پادشاه سوک‌جونگ از مخالفت ملکه و حامیانش خشمگین شد و بسیاری از اعضای جناح سواین از جمله سونگ سی-یول کشته شدند. بسیاری از جمله خانواده ملکه به اجبار تبعید شدند. خود ملکه نیز که تنها ۲۱ سال سن داشت نتوانست از توطئه‌های جناح نامین در امان بماند و در سال ۱۶۸۸ از مقامش خلع شد و به انگوک-دونگ (سامچونگ-دونگ، جونگ‌نو-گو، سئول امروزی) تبعید شد. اما بعداً به معبدی بسته به نام «معبد چونگوم‌سا» واقع در گیمچئون، استان گیونگ‌سانگ‌بوک تبعید شد و در آن‌جا به یکی از خادمین معبد تبدیل شد.

### بازگشت به قصر
پس از عزل و برکناری ملکه مین، جانگ هی-بین به عنوان ملکه دربار منصوب شد و پسرش با عنوان سلطنتی شاهزاده هوی‌سو، به عنوان جانشین پادشاه معرفی شد.
جناح سواین به دو جناح "نورون" (آموزش‌های قدیمی) و "سورون" (آموزش‌های جدید) تقسیم شد. در همین حال، کیم چون-تاک از جناح نورون و هان جونگ-هیوک از سورون، ستادی را برای بازگرداندن ملکه مخلوع مین ترتیب دادند. در سال ۱۶۹۳ پادشاه سوک‌جونگ علاقه خود را نسبت به بانو جانگ از دست داد و به یک خدمتکار قصر به‌نام بانو چوی، از قبیله هائه‌جو چوی علاقه‌مند شد و رسماً او را با رتبهٔ چهارم "سوک-وون" به عنوان صیغه سلطنتی خود پذیرفت. چوی سوک-وون (بعداً همسر نجیب‌زادهٔ سلطنتی "چوی سوک-بین") حامی آشکار ملکه خلع‌شده مین بود و پیوسته پادشاه را تشویق می‌کرد تا او را به موقیعت اصلی‌اش به عنوان ملکه بازگرداند.
در این زمان، پادشاه سوک‌جونگ از اقدامات خُلقی خود در دوران «گیسا هوان‌گوک» احساس پشیمانی می‌کرد. از طرفی طمع قدرت طلبی جناح نامین و خانوادهٔ قدرتمند این‌دونگ جانگ، روز به روز بیشتر می‌شد. و این موضوع باعث تنفر بیشتر پادشاه از بانو جانگ و حامیناش شد.

جناح نامین تلاش کردند تا جناح سواین را به اتهام توطئه برای بازگرداندن ملکه مخلوع مین، نابود کنند. اما این عمل آن‌ها نتیجه معکوس داشت.

گفته شده در سال ۱۶۹۴ بانو جانگ که تغییرات قلبی را در پادشاه احساس می‌کرد با برادرش جانگ هی-جائه توطئه چیدند و قصد کشتن ملکه مین با استفاده از سم را داشتند. اما نقشه آن‌ها با شکست مواجه شد.
پس از این تلاش‌ها، نخست‌وزیر و رهبر جناح سورون، نام گو-مان (남구만، 南九萬؛ ۱۶۲۹—۱۷۱۱)، در ۱۷ آوریل ۱۶۹۴ در بیانیه‌ای اعلام کرد:
«بازگرداندن بانو مین قبلاً تصمیم گرفته شده است، بنابراین بحث بر سر آن، مانند پسری است که با مادرش در مورد موضوعی که به پادشاه مربوط است بحث می‌کند، که با اصول دنیا هم‌خوانی ندارد. هی-بین به دلیل یک جنایت از موقیعت‌اش بیرون رانده نشد. اما این امر اجتناب ناپذیر بود زیرا تا زمانی که بانو مین بازگردانده می‌شد، نمی‌توانست دو ملکه در یک حکومت وجود داشته باشد.» 것은 아들이 어머니에 대해 논하고 신하가 임금에 대해 의논하는 것이니 천하의 도리에 맞지 않으며, 읬는 서 폐출된 것이 아니라 민씨가 복위함에 있어 왕비가 둘이 있을 수없으)
در سال ۱۶۹۴، جانگ اوک-جونگ رسماً به عنوان سابقش هی-بین، تنزل درجه یافت و ملکه خلع‌شده در ۱ ژوئن دوباره مقام خود را به‌دست‌آورد و به عنوان ملکه دربار به قصر بازگردانده شد. از این واقعه در تاریخ با نام «گپسول هوان‌گوک» (갑술환국) یاد می‌شود.

نام گو-مان توانست دو حامی نورون، یونگ سو (영수) و مین آم (민암، 閔黯؛ ۱۶۳۶—۱۶۹۴) را به دلیل دخالت در این امر اعدام کند، اما جانگ هی-جائه، برادر بزرگتر جانگ اوک-جونگ توانست از مرگ بگریزد و به دستور پادشاه به جزیره ججو تبعید شد. جناح نامین هرگز تنوانست از این پاکسازی به لحاظ سیاسی بهبودی یابد.

### بیماری و مرگ
در ۲۴ مارس ۱۷۰۰، در تقویم قمری، بیماری ملکه برای اولین بار توسط پزشکان گزارش شد، که تشخیص‌اش در آن زمان نقرس شدید بود. درد در در هر دو پا، به خصوص سمت راست، شدید بود، و تورم در ناحیه کمر، بالای عضله رباینده وجود داشت و گفته می‌شد که تحمل درد توسط ملکه دشوار بود و با گذشت زمان، ناحیه‌ای که درد در آن احساس می‌شد، گسترش یافت.
در ۱۴ آوریل، گرفتگی در پاها شروع شد که منجر به تشنج در سراسر بدن شد و وضیعت بیماری جدی‌تر شد. با توجه به درمان، شدیدترین تشنج‌ها به تدریج کاهش یافت و به نظر می‌رسید که تا ۵ مه تشنج‌ها کاملاً متوقف شده است. با این‌حال در ۷ مه شکم ملکه شروع به ورم کرد و بنابراین پرشکان مجبور شدند برای درمان فوری اقدام کنند.
در ۱۲ مه، چرک در سوراخ خاکستر زیر ستون فقرات کمر ایجاد شد، جایی که طب سوزنی روز قبل قرار داده شد (파종، 破腫: چرک از آبسه خارج شد)، و در ۲۱ ژوئن، چرک نیز در ناحیه گونه راست کاشته شد. جایی که قبلاً طب سوزنی انجام شده بود. از این نقطه به بعد، درمان «اون‌جو» (옹저) به‌طور موازی آغاز شد.
ملکه درد شدیدی را در قسمت پایین بدن خود به خصوص پاها و مفاصل خود احساس می‌کرد و چرک در اطراف آن ناحیه جمع شده بود، تا جایی که احساس می‌شد پوست و ماهیچه‌ها از یکدیگر جدا شده‌اند. او همچنین علائم تهوع، استفراغ، شکم درد، اسهال و تب را نشان داد که در نتیجه منجر به از دست دادن اشتها شد. علاوه بر اضافه شدن اختلال در خواب، قدرت بدنی ملکه نیز به سرعت رو به وخامت رفت.
این علائم حدود یک‌سال ادامه داشت و در روز ۸ ژوئیه سال ۱۷۰۱ (بیست و هفتمین سال سلطنت پادشاه سوک‌جونگ) ناحیه آسیب دیده گسترش یافت و به شکم رسید. طبق یادداشت‌هایی که توسط پزشکان ثبت شده، دمای بدن ملکه سرد شده و بیش از ۱۰ بار در روز دچار اسهال می‌شد.
در ۱۲ آگوست، گزارش شده، علائمی مانند تورم دهان، قرمزی ادرار، عدم استفاده صحیح از دست‌شویی و همچنین درد شدید پاها، به‌خصوص در شب، در ملکه ظاهر شد.
ناگهان روز بعد، در ۱۳ آگوست، بین ساعت ۱۱:۰۰ تا ۱۳:۰۰ بعد از ظهر، وضیعت ملکه، با علائمی شامل غش، نبض نامنظم و عرق سرد روی پیشانی و کمر، بدتر شد.
 و سرانجام در ۱۶ سپتامبر ۱۷۰۱، بین ساعت ۱:۰۰ تا ۳:۰۰ بامداد، ملکه مین بر اثر یک بیماری ناشناخته در سن ۳۴ سالگی در تالار گیونگ‌چون‌جون، کاخ چانگ‌یونگ درگذشت.

اگرچه برخی منابع می‌گویند که او مسموم شده است.
در چهارمین روز از ماه نهم، پادشاه مراسمی برای ملکهٔ متوفی برگزار کرد و به همین مناسبت خود شخصاً سوگ‌نامه‌ای سرود تا توسط یک مقام رسمی خوانده شود. در اصل آن، آمده بود:
ما با سخنان سادهٔ خود، روح ملکه مین مرحوم را مورد خطاب قرار می‌دهیم. افسوس! آیا درست است که شما از دنیا رفته‌اید یا این فقط یک رؤیاست؟ با وجود اینکه روزها گذشته و ماه تغییرکرده است، ما هنوز نگرانیم و نمی‌توانیم پایان آن را تعیین کنیم. باید حقیقت داشته باشد که درگذشته‌ای؛ زیرا دیگر نه صدای شیرینت را می‌شنویم و نه چهره زیبایت را می‌بینیم. از قدیم گفته‌اند که غم یک مرد بی همسر، ترحم آورترین غم ممکن است. اما افسوس که درد و رنج ما در تاریخ، همتایی ندارد. شما در خانواده‌ای اصیل به دنیا آمدید و توسط پدر و مادری خردمند تربیت شدید. گرچه دارای مواهب استثنایی و فضایل کم‌نظیری بودی، اما به خاطر هوس سرنوشت و بی‌تدبیری ما، پنج سال تبعید را تحمل کردی. در زمان سختی، با فضیلت و با احتیاط رفتار کردی تا عیب‌های ما کمتر آشکار شود. با الگوی وظیفه‌شناسی فرزندی و اعمال نیکو، فضایی از ادب و صمیمیت را پر کردی. آرزوی ما این بود که با تو از نعمت صلح برخوردار شویم، اما افسوس که آسمان تو را نابهنگام از ما گرفت. اکنون فارغ از همه چیز، در سکوت و آرامش خوابیده‌ای، اما چطور می‌توانیم اندوه و پشیمانی خود را در این زندگی طولانی و سخت، تحمل کنیم؟ افسوس که با وجود فضایل استثنایی، از نعمت فرزند و عمر طولانی برخوردار نشدی. این خواستهٔ بی رحم آسمان است، ممکن است این یک مشیت الهی باشد تا ما را به خاطر خطاها و کارهای اشتباهمان مجازات کند، به طوری که تا آخر عمرمان پشیمان شویم. تالار دونگ‌میونگ در دوردست اینجا قرار گرفته است و با دیدن آن در این توهم هستیم که تصویر با فضیلت شما را می‌بینیم و صدای ملایم شما را می‌شنویم. اما حجابی بین ما و شما وجود دارد. حتی اگر هیچ ظلمی به شما نکرده بودیم، مرگ ناگهانی‌ات، ما را دچار غم و اندوه می‌کرد. پس چگونه می‌توانیم خودمان را فقط به این دلیل سرزنش کنیم که شما را به مدت پنج سال در سختی تبعید قرار دادیم؟ در اینجا مرثیه را به پایان می‌رسانیم، مبادا که مراسم طولانی شود.»
گفته شده که پادشاه سوک‌جونگ هنگام سوگواری برای ملکه این‌هیون، خواب دید که ملکه در یک لباس آغشته به خون است. پادشاه از ملکه پرسید که چگونه مرده است، ملکه این‌هیون چیزی نگفت ولی به اتاق بانو جانگ اشاره کرد. پادشاه سوک‌جونگ از خواب بیدار شد و به سمت اتاق بانو جانگ رفت. وقتی که به اتاق نزدیک شد صدای موسیقی و خنده شنید، او در حین استراق سمع، بانو جانگ را دید که با شمن‌ها و جادوگران برای مرگ ملکه مین دعا می‌کردند و با تیر به پرتره نقاشی شده‌اش ضربه می‌زدند.
تفسیر دیگری که بر اساس قسمتی مبهم از سال‌نامه سلسله چوسان است، بیان می‌کند که این چوی سوک-بین بود که به پادشاه گفت که از جادوگری برای آسیب رساندن به ملکه استفاده شده است.

زیرا در عنوان «وصیت ملکه» نوشته شده است:
"چوی سوک-بین با لطف همیشگی خود به ملکه (این‌هیون) ادای احترام می‌کند و با گریه برای کسی که نتوانست قلب پادشاه را به دست آورد، این راز را به پادشاه اطلاع داد."
با این حال، در سال‌نامه سلسله چوسان، که در سال ۱۷۰۱ ثبت شده است آمده که مین جین-وون و مین جین-هو، برادران بزرگتر ملکه این‌هیون، پادشاه سوک‌جونگ را از جادوگری جانگ هی-بین مطلع کردند و ادعا کردند که این‌کار با آخرین درخواست ملکه این‌هیون از آن‌ها، قبل از مرگش، مطابقت دارد.
به گفته مین جین-وون، شایعه‌ای در قصر وجود داشت که جانگ هی-بین از جادوگری برای نفرین ملکه استفاده می‌کند و ملکه نیز از این شایعات مطلع شد.
صرف نظر از اینکه پادشاه سوک‌جونگ چگونه از این موضوع مطلع شد، تصمیم گرفت این موضوع را بررسی کند و حقیقت را در پس شایعاتی که جانگ هی-بین در اقامتگاه خود یک محراب شمنیست ساخته است، کشف کرد، جایی که مجسمه‌ای با نام ملکه روی آن یافت شد.

هنگامی که خدمتکاران قصر بانو جانگ مورد بازجویی قرار گرفتند، اعتراف کردند که به دستور او هر روز سه بار به سمت تصویر ملکه این‌هیون تیر پرتاب می‌کردند و همچنین حیوانات مرده را در باغ قصر او دفن می‌کردند.
پس از اینکه به این نتیجه رسیدند که جانگ هی-بین چه اعمال شیطانی در حق ملکهٔ فقید انجام داده است، به دستور پادشاه در ۲۹ اکتبر، یک ماه پس از مرگ ملکه، با سم اعدام شد. پس از مرگ بانو جانگ، پادشاه سوک‌جونگ قانونی را تصویب کرد که طی آن ملکه شدن صیغه‌های سلطنتی دارای رتبه «بین» ممنوع بود.
یکی از خدمتکاران ملکه این‌هیون کتابی به نام «داستان ملکه این‌هیون» (인현왕후전؛ 仁顯王后傳) نوشت که امروزه، هنوز هم موجود است.

ملکه این‌هیون هرگز نتوانست صاحب فرزندی شود و در عین حال هیچ مشکلی با پادشاه سوک‌جونگ نداشت.
مکانی برای مقبرهٔ سلطنتی ملکه در شهرستان گویانگ برگزیدند که میونگ‌نونگ نام گرفت. پادشاه سپس یک دستور سلطنتی برای ساخت تالار یادبودی به نام تالار کیونگ‌یون در محوطهٔ مقبره صادر کرد و یک مقام وزیر را مأمور نظارت بر ساخت آن نمود. او همچنین تمایل خود را برای دفن در کنار او نشان داد و دستور داد که این خواسته، در نقشه‌های ساخت و ساز ملاحظه شود.
پس از مرگ ملکه فقید از او به عنوان "ملکه این‌هیون"، به معنای "خیرخواهی آشکار" (인현왕후؛ 仁顯王后) تجلیل شد.
در دوازدهمین ماه همان سال، مراسم خاکسپاری ملکه مین برگزار شد و پادشاه به این مناسبت سوگ‌نامهٔ دیگری سرود:
افسوس! تو دختری با استعداد از خانواده‌ای اصیل بودی که توسط علمای فرزانه تربیت شده بودی. وقتی همسر ما شدی، ملکه‌مادر فقید را خشنود کردی و رضایت همه را در قصر، نسبت به خود برانگیختی. دانش شما، ما را در نظم بخشیدن به امور کشور یاری نمود. این یک بدبختی ملی است که با وجود فضیلت و درایت، نتوانستید عمری طولانی داشته باشید، ما به وضوح تشخیص می‌دهیم که این بدبختی، ناشی از عدم خرد خودمان است. افسوس! حالا ازکجا می‌توانیم چهرهٔ شریف شما را پیداکنیم؟ در حالی که به این زیارتگاه، که تابوت شما در آنجا قرار دارد، رفته‌ایم، هنوز به نظر می‌رسد که شما با ما هستید. وقتی تشییع جنازه تمام شود، تابوت شما برای همیشه قصر را ترک خواهد کرد. پس این غم بزرگ را کجا تخلیه کنیم؟ ای ملکهٔ عزیز، آیا می‌توانی در تلخی ما شریک شوی؟ تو از دنیا رفته‌ای، اما همیشه در خاطرات ما زنده‌ای، زیرا تمام زندگیت با فضیلت و مثل گُل، زیبا بود. چگونه می‌توانیم با تحمل این بار پشیمانی و اندوه، ادامه دهیم؟ چگونه باید لطف‌های شما را جبران یا ناراحتی خود را برای اشتباهات گذشته ابراز کنیم؟ مقبرهٔ سلطنتی طوری برنامه‌ریزی شده است تا قبردیگری در سمت راست آن ساخته شود، جایی که ممکن است روزی به شما بپیوندیم؛ بنابراین، با دراز کشیدن در کنار هم، صلح ابدی را به اشتراک خواهیم گذاشت، هرچند نه در این دنیا.

### پس از مرگ
گفته شده بعدها شاهزاده یونینگ (پادشاه یونگ‌جو، بیست و یکمین فرمانروای چوسان) پسر پادشاه سوک‌جونگ و همسر نجیب‌زادهٔ سلطنتی چوی سوک-بین که در زمان مرگ ملکه ۶ ساله بود، هرگز محبتی را که در کودکی از ملکه این‌هیون دریافت کرده بود، فراموش نکرد، خاطرهٔ او دائماً در ذهنش وجود داشت. وی اندکی پس از تاج‌گذاری، از عمارت انگوک-دونگ، جایی که ملکه این‌هیون پنج سال تبعید را در آن‌جا به سختی تحمل کرده بود، دیدن کرد و با صدای بلند گریست. در همان زمان، پلاکی را با خط خود به نام «کام‌گو-دانگ» یا «تالار خاطره» در آن‌جا نصب کرد که نام جدید ساختمان شد. او همچنین از خانهٔ عموی ملکه در سورکول، جایی که پدر ملکه، مین یو-جونگ در آن متولد شده بود، بازدید کرد و خانوادهٔ مین را با عنایات استثنایی تجلیل نمود. خانوادهٔ مین تا امروز این خانه را نفروخته و ستون دولت بوده‌اند.

## نام کامل پس از مرگ
- هیوگیونگ سوک‌سونگ جانگ‌سون وون‌هوا یی‌یول جونگ‌موک این‌هیون وانگ‌هو
- کره‌ای: 효경숙성장순원화의열정목인현왕후
- هانجا: 孝敬淑聖莊純元化懿烈貞穆仁顯王后

## خویشاوندان
- پدر: مین یو-جونگ، شاهزاده داخلی یویانگ از قبیلهٔ یوهونگ مین (هانگول: 민유중, 여양부원군، هانجا: 閔維重؛ ۱۶۳۰—۲۹ ژوئن ۱۶۸۷)
- مادر:
  - مادرخوانده: بانو یی، شاهزاده‌خانم داخلی هاپونگ از قبیلهٔ دوک‌سو یی (هانگول: 이효아 해풍부부인 덕수 이씨، هانجا: 李孝兒 海豊府夫人 德水 李氏؛ ۱۶۳۴—۱۲ فوریه ۱۷۱۲)
  - مادر: بانو سونگ، شاهزاده‌خانم داخلی یون‌سونگ از قبیلهٔ یون‌جین سونگ (هانگول: 은성부부인 은진 송씨، هانجا: 恩城府夫人 恩津 宋氏؛ ۲۷ ژوئیه ۱۶۳۷—۲۸ نوامبر ۱۶۷۲)، همسر دوم مین یو-جونگ.
  - مادرخوانده: بانو جو، شاهزاده‌خانم داخلی پونگ‌چانگ از قبیلهٔ پونگ‌یانگ جو (هانگول: 풍창부부인 풍양 조씨، هانجا: 豊昌府夫人 豐壤 趙氏؛ ۲۵ فوریه ۱۶۵۹—۲۲ مارس ۱۷۴۱)

خواهران و برادران:
- خواهرناتنی بزرگتر، بانو مین (هانگول: 여흥 민씨، هانجا: 驪興 閔氏؛ ۱۶۵۰—؟)
- خواهر بزرگتر، بانو مین (هانگول: 여흥 민씨، هانجا: 驪興 閔氏؛۱۶۵۶—۱۷۲۸)
- برادر بزرگتر، مین جین-هو (هانگول: 민진후؛ ۱۰ ژانویه ۱۶۵۹—۱۷۲۰)؛ پدر پدر پدر پدربزرگ امپراتریس میونگ‌سونگ.
- برادر بزرگتر، مین جین-وون (هانگول: 민진원؛ ۱۶۶۴—۱۷۳۶)
- خواهر کوچکتر، بانو مین (هانگول: 여흥 민씨، هانجا: 驪興 閔氏؛ ۱۶۶۹—؟)
- خواهرناتنی کوچکتر، بانو مین (هانگول: 여흥 민씨، هانجا: 驪興 閔氏؛ ۱۶۷۱—؟)
- خواهر کوچکتر، بانو مین جونگ-سونگ (هانگول: 민정성 여흥 민씨؛ ۱۶۷۲—۱۶۷۲)
- خواهر کوچکتر، بانو مین جونگ-جه (هانگول: 민정제 여흥 민씨؛ ۱۶۷۲—؟)
- خواهرناتنی کوچکتر، بانو مین (هانگول: 여흥 민씨، هانجا: 驪興 閔氏؛ ۱۶۷۸—۱۷۴۱)
- برادرناتنی کوچکتر، مین جین-یونگ (هانگول: 민진영، هانجا: 閔鎭永؛ ۱۶۸۲—۱۷۲۴)
- برادرناتنی کوچکتر، مین جین-چانگ (هانگول: 민진창، هانجا: 閔鎭昌؛ ۱۶۸۲—۱۷۲۷)
- برادرناتنی کوچکتر، مین جین-اوه (هانگول: 여흥 민씨، هانجا: 閔鎭五؛ ۱۶۸۴—۱۷۵۳)
- خواهرناتنی کوچکتر، بانو مین (هانگول: 여흥 민씨، هانجا: 驪興 閔氏؛ ۱۶۸۶—؟)

همسر:
- یی سون، پادشاه سوک‌جونگ، نوزدهمین فرمانروای چوسان (هانگول: 숙종، هانجا: 肅宗؛ ۷ اکتبر ۱۶۶۱—۱۲ ژوئیه ۱۷۲۰) - بدون فرزند.
  - پدرشوهر: پادشاه هیون‌جونگ از قبیلهٔ جون‌جو یی (هانگول: 현종، هانجا: 顯宗؛ ۱۴ مارس ۱۶۴۱—۱۷ سپتامبر ۱۶۷۴)
  - مادرشوهر: ملکه میونگ‌سونگ از قبیلهٔ چونگ‌پونگ کیم (هانگول: 명성왕후 김씨؛ ۱۳ ژوئن ۱۶۴۲—۲۱ ژانویه ۱۶۸۴)

## در فرهنگ عامه

### فیلم و سریال
- توسط جو می ریونگ در فیلم سال ۱۹۶۱، جانگ هی‌بین، به تصویر کشیده شد.
- توسط ته هیون شیل در فیلم سال ۱۹۶۸، زن افسونگر، جانگ هی‌بین، به تصویر کشیده شد.[ب]
- توسط کیم مین جونگ در فیلم سال ۱۹۷۱، جانگ هی‌بین، به تصویر کشیده شد.
- توسط لی هه سوک در مجموعه تلویزیونی سال ۱۹۸۱ ام‌بی‌سی، زنان تاریخ: جانگ هی‌بین، به تصویر کشیده شد.
- توسط پارک سون ئه در مجموعه تلویزیونی سال ۱۹۸۸ ام‌بی‌سی، ۵۰۰ سال سلسله چوسان: ملکه این‌هیون (اپیزود هشتم)، به تصویر کشیده شد.
- توسط کیم وون هی در مجموعه تلویزیونی سال ۱۹۹۵ اس‌بی‌اس، جانگ هی‌بین، به تصویر کشیده شد.
- توسط پارک سون یونگ در مجموعه تلویزیونی سال ۲۰۰۲ کی‌بی‌اس۲، داستان سلطنتی: جانگ هی‌بین، به تصویر کشیده شد.
- توسط گو سو هی در فیلم سال ۲۰۰۷، سایه‌ها در قصر، به تصویر کشیده شد.
- توسط پارک ها سان در مجموعه تلویزیونی سال ۲۰۱۰ ام‌بی‌سی، افسانه دونگ‌یی، به تصویر کشیده شد.
- توسط کیم هه این در مجموعه تلویزیونی سال ۲۰۱۲ تی‌وی‌ان، ملکه و من، به تصویر کشیده شد.
- توسط هونگ سو هیون در مجموعه تلویزیونی سال ۲۰۱۳ اس‌بی‌اس، جانگ اوک‌جونگ، زندگی برای عشق، به تصویر کشیده شد.
- توسط لی هیون جی در مجموعه تلویزیونی سال ۲۰۱۵ ام‌بی‌سی اوری۱، وب‌تون هیرو توندارو شو، به تصویر کشیده شد.

### رمان‌ها
- داستان ملکه این‌هیون، به ترجمه: کیم جونگ-آن
- زن افسونگر، جانگ هی‌بین، محصول سال ۱۹۹۴، به نویسندگی: لی جون-بیوم و مین یه-سا
- دونگ‌یی، محصول سال ۲۰۱۰، به نویسندگی: لی جون-هیوک

## ملکه‌های مرتبط
- ملکه وون‌گیونگ (همسر پادشاه ته‌جونگ): یکی از اجداد پدری ملکه این‌هیون.
- امپراتریس میونگ‌سونگ (همسر پادشاه گوجونگ): نبیره مین جین-هو، اولین برادربزرگتر ملکه این‌هیون.
- ملکه سونگ‌میونگ (اولین همسر پادشاه سون‌جونگ): نوهٔ نبیره مین جین-وون، دومین برادربزرگتر ملکه این‌هیون.